# Kryptonesticus arenstorffi
Espèce
Synonymes
- Nesticus arenstorffi Kulczyński, 1914

Kryptonesticus arenstorffi est une espèce d'araignées aranéomorphes de la famille des Nesticidae.

## Distribution
Cette espèce se rencontre au Sud du Monténégro et à l'extrême Sud-Est de la Croatie,. Sa présence en Bosnie-Herzégovine est incertaine.

## Publication originale
- Kulczyński, 1914 : Aranearum species novae minusve cognitae, in montibus Kras dictis a Dre C. Absolon aliisque collectae. Bulletin international de l'Académie des Sciences de Cracovie, Classe des Sciences Mathématiques et Naturelles, vol. 1914, p. 353-387 (texte intégral).